# Color (hudba)

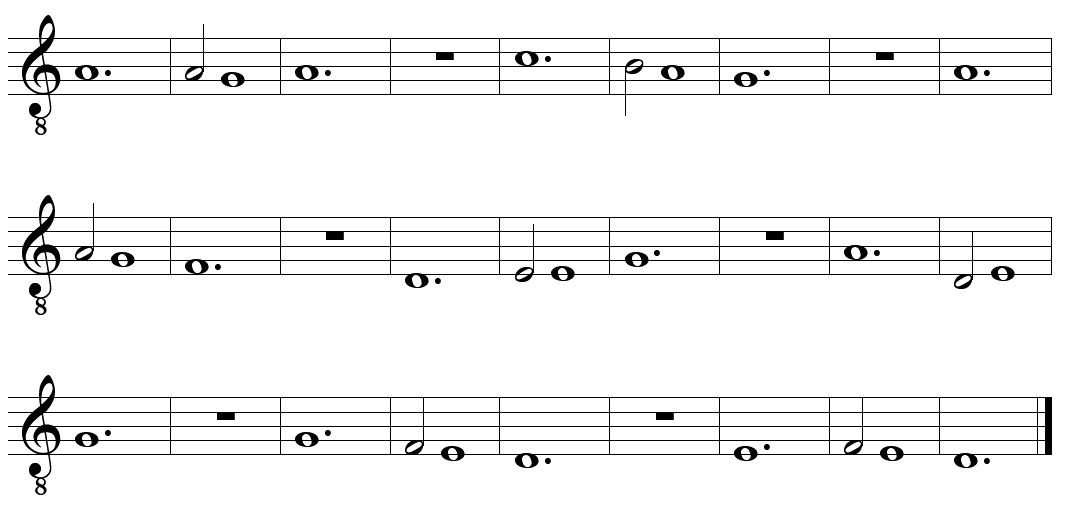
Izorytmický tenor z první části Kyrie ze Mše Notre Dame Guillaume de Machauta (kolem roku 1360). 28-notový color vychází ze schématu taley ve čtyřech tempech, který se sedmkrát opakuje.

Color (kolor) ve středověké hudbě je opakování melodického schématu tenorového hlasu (cantu firmu) v izorytmické skladbě.